# Folkia lugens
Folkia lugens är en spindelart som beskrevs av Brignoli 1974. Folkia lugens ingår i släktet Folkia och familjen ringögonspindlar.
Artens utbredningsområde är Grekland. Inga underarter finns listade i Catalogue of Life.